# مانجی: مرد کوهستان
مانجی: مرد کوهستان (به لاتین: Manjhi: The Mountain Man) یک فیلم زندگی‌نامه‌ای هندی به زبان هندی تولید سال ۲۰۱۵ است که بر اساس زندگی دشرت منجی ساخته شده‌است. منجی، که بیشتر با عنوان «مرد کوهستان» شناخته می‌شود، کارگر فقیری در روستای گهلور، در نزدیکی گایا در بیهار هند زندگی می‌کرد. او شکافی را به طول ۱۱۰ متر، عرض ۹٫۱ متر، و عمق ۷٫۶ متر در دل تپه‌ای با تنها یک چکش و یک اسکنه کند. این فیلم به کارگردانی کتان مهتا است که به‌طور مشترک توسط Viacom 18 Motion Pictures و NFDC هند تهیه شده‌است. پس از انتشار فیلم، با تحسین منتقدان روبرو شد.

## داستان
پس از آنکه وقت زایمان همسر مانجی فرا می‌رسد، مانجی باید او را به پیش پزشک ببرد؛ ولی به دلیل وجود مانعی بزرگ (کوه) باعث تأخیر می‌شود و در نهایت همسرش فوت می‌کند. پس از این اتفاق مانجی به دولت نامه‌های زیادی می‌فرستد تا کوه را از بین ببرند ولی به او پاسخی داده نمی‌شود. بنابر این تصمیم می‌گیرد خودش دست به کار شود و به مدت ۲۴ سال به کندن کوه مشغول می‌شود و…

## بازیگران
- نوازالدین صدیقی در نقش دشرت مانجی
- رادیکا آپته در نقش همسر مانجی
- پانکاج تریپاتی در نقش پسر صاحبخانه
- گوراو دووی در نقش یک روزنامه‌نگار
- ارومیلا ماهانتا
- جاگات راوات
- وارادراژ سوامی
- دیپا ساهی در نقش وزیر اعظم نپال